# Обалы
Обалы́ (каз. Обалы, до 2019 года — Первома́йское) — село в Бурабайском районе Акмолинской области Казахстана. Входит в состав Златопольского сельского округа. Код КАТО — 117051400.

## География
Село расположено в южной части района, на расстоянии примерно 36 километров (по прямой) к юго-западу от административного центра района — города Щучинск, в 20 километрах к юго-западу от административного центра сельского округа — села Златополье.
Абсолютная высота — 424 метров над уровнем моря.
Климат холодно-умеренный, с хорошей влажностью. Среднегодовая температура воздуха положительная и составляет около +2,6°С. Среднемесячная температура воздуха в июле достигает +18,4°С. Среднемесячная температура января составляет около -15,1°С. Среднегодовое количество осадков составляет около 455 мм. Основная часть осадков выпадает в период с мая по август.
Ближайшие населённые пункты: село Савинка — на северо-востоке, село Дороговка — на севере, село Тулькули — на юго-западе, село Лесной Хутор — на юго-востоке, село Новоандреевка — на юге.

## История
Постановлением акимата Акмолинской области от 25 октября 2019 года № А-11/503 и решением Акмолинского областного маслихата от 25 октября 2019 года № 6С-38-12 «О переименовании некоторых населенных пунктов Бурабайского района Акмолинской области» (зарегистрированное Департаментом юстиции Акмолинской области 30 октября 2019 года № 7450):
- село Первомайское было переименовано в село Обалы.

## Население
В 1989 году население села составляло 947 человек (из них казахи — 70%).
В 1999 году население села составляло 783 человека (382 мужчины и 401 женщина). По данным переписи 2009 года, в селе проживало 585 человек (280 мужчин и 305 женщин).
| Численность населения | Численность населения | Численность населения |
| 1989                  | 1999                  | 2009                  |
| --------------------- | --------------------- | --------------------- |
| 947                   | ↘783                  | ↘585                  |

## Улицы[6]
- ул. Алтынсарина
- ул. Жастар
- ул. Молодёжная
- ул. Октябрься